# Australischer Austernfischer
Der Australische Austernfischer (Haematopus longirostris) ist eine Vogelart aus der Familie der Austernfischer und der Ordnung der Regenpfeiferartigen.

## Beschreibung

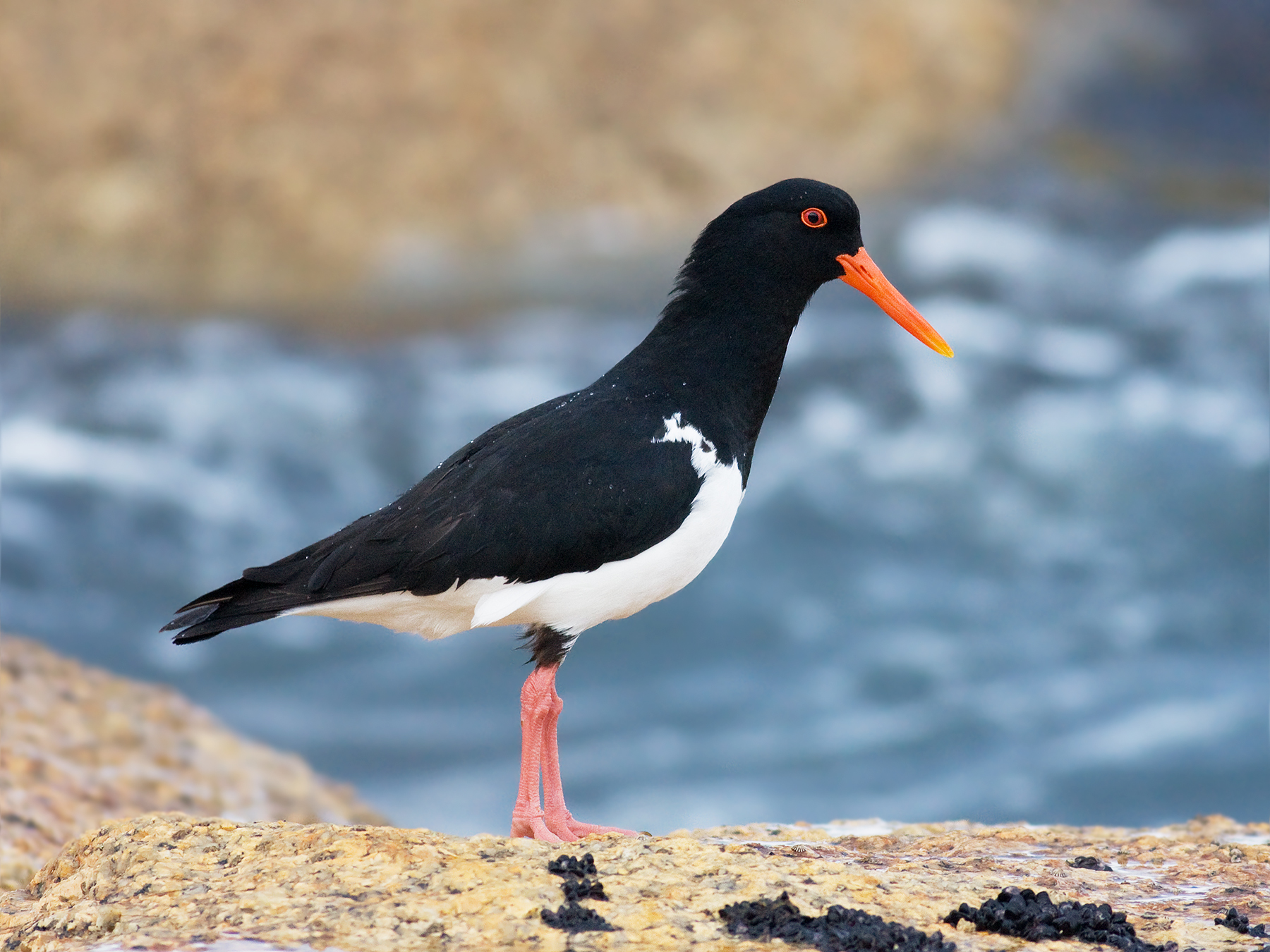
Australischer Austernfischer, Tasmanien

Der Australische Austernfischer erreicht eine Körperlänge von 42 bis 50 Zentimetern. Die Flügelspannweite beträgt 85 bis 95 Zentimeter. Das Gewicht liegt zwischen 650 und 750 Gramm.
Der Australische Austernfischer hat als Altvogel ein schwarz-weißes Gefieder. Die Oberseite des Rumpfes und der Flügel sowie der Kopf, der Hals und die Brust sind schwarz. Die Unterseite des Rumpfes ist weiß, vor dem Flügelbug verläuft der für Austernfischer typische weiße Streifen. Wenn die Flügel ausgebreitet sind, ist auf der Oberseite ein weißer Flügelstreifen am inneren Armflügel zu erkennen. Auch der weiße Bürzel und die weißen Oberschwanzdecken stechen hervor. Die Füße erreichen im Flug nicht die Schwanzspitze. Der orangerote Schnabel ist lang, massig und glänzend. Die kräftigen Beine sind rosafarben. Eine rote Iris ist von einem orangeroten Augenring umgeben. Das Männchen hat einen kleineren und breiteren Schnabel als das Weibchen, letzteres ist etwas größer. Ansonsten bestehen keine äußerlichen Unterschiede zwischen den Geschlechtern. Jungvögel sind insgesamt bräunlicher gefärbt, Flügel- und Mantelfedern haben einen braunen Rand. Der Übergang vom Schwarz auf der Brust zum weißen Bauch ist verwaschen. Der Schnabel ist matt orange bis gelbrosa, die Spitze des Oberschnabels weist eine bräunliche Färbung auf. Auch am Auge gibt es Unterschiede: die Iris ist braun und der Augenring blass orange. Immature Vögel ähneln im Gefieder sowohl Alt- als auch Jungvögeln. Die Entwicklung zum Aussehen des Altvogels erfolgt über mehrere Jahre.

## Verwechslungsmöglichkeiten
Vom Südinsel-Austernfischer, welcher gelegentlich als Gast an australischen Küsten erscheint, unterscheidet er sich durch den kürzeren und kräftigeren Schnabel, dessen Spitze verdickt ist und nicht zugespitzt wie bei der neuseeländischen Art. Die Beine sind länger.

## Stimme
Seine Stimme wird als hohes, explosives Pfeifen beschrieben.

## Verbreitung und Lebensraum

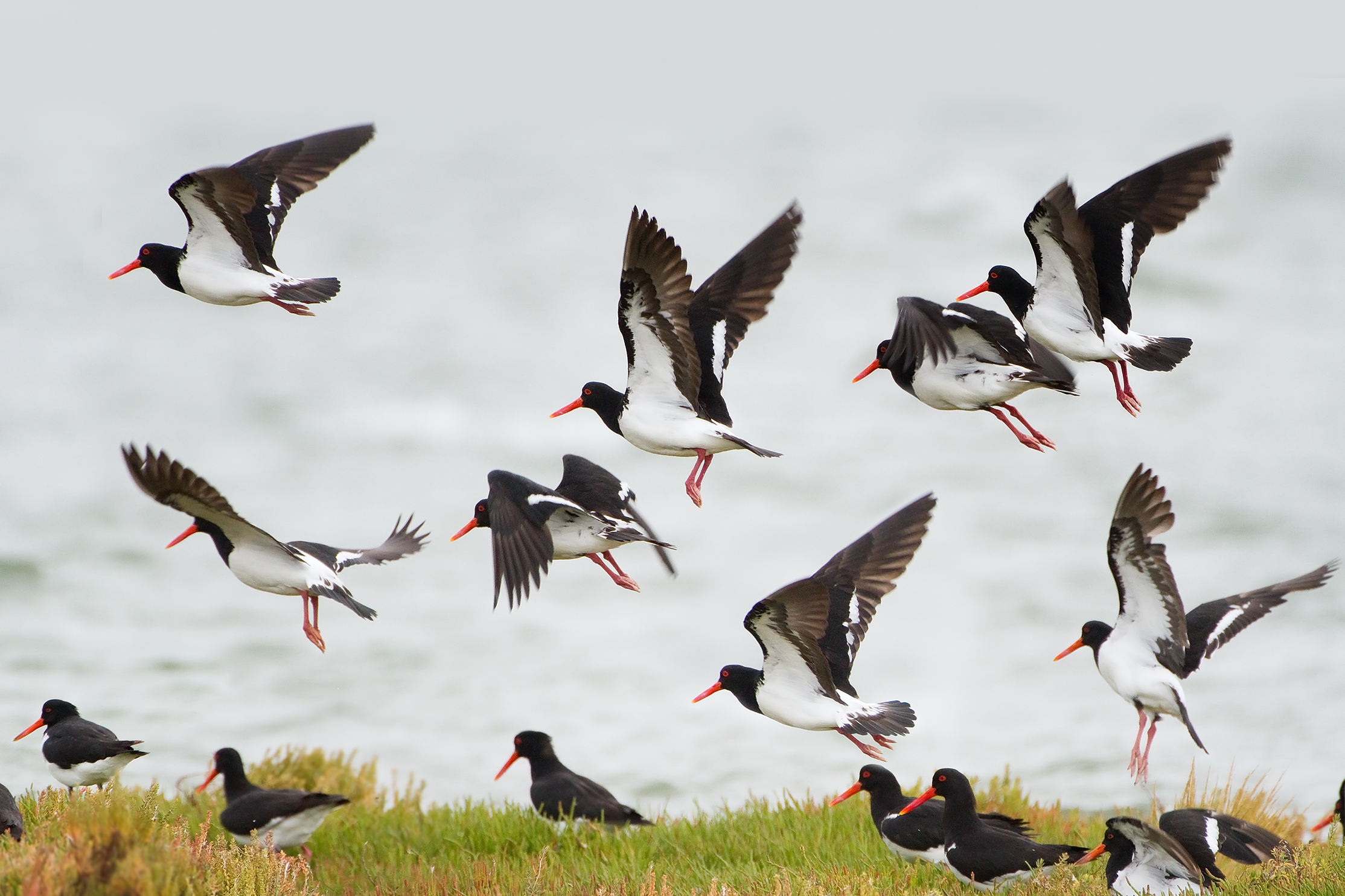
Auffliegende Australische Austernfischer

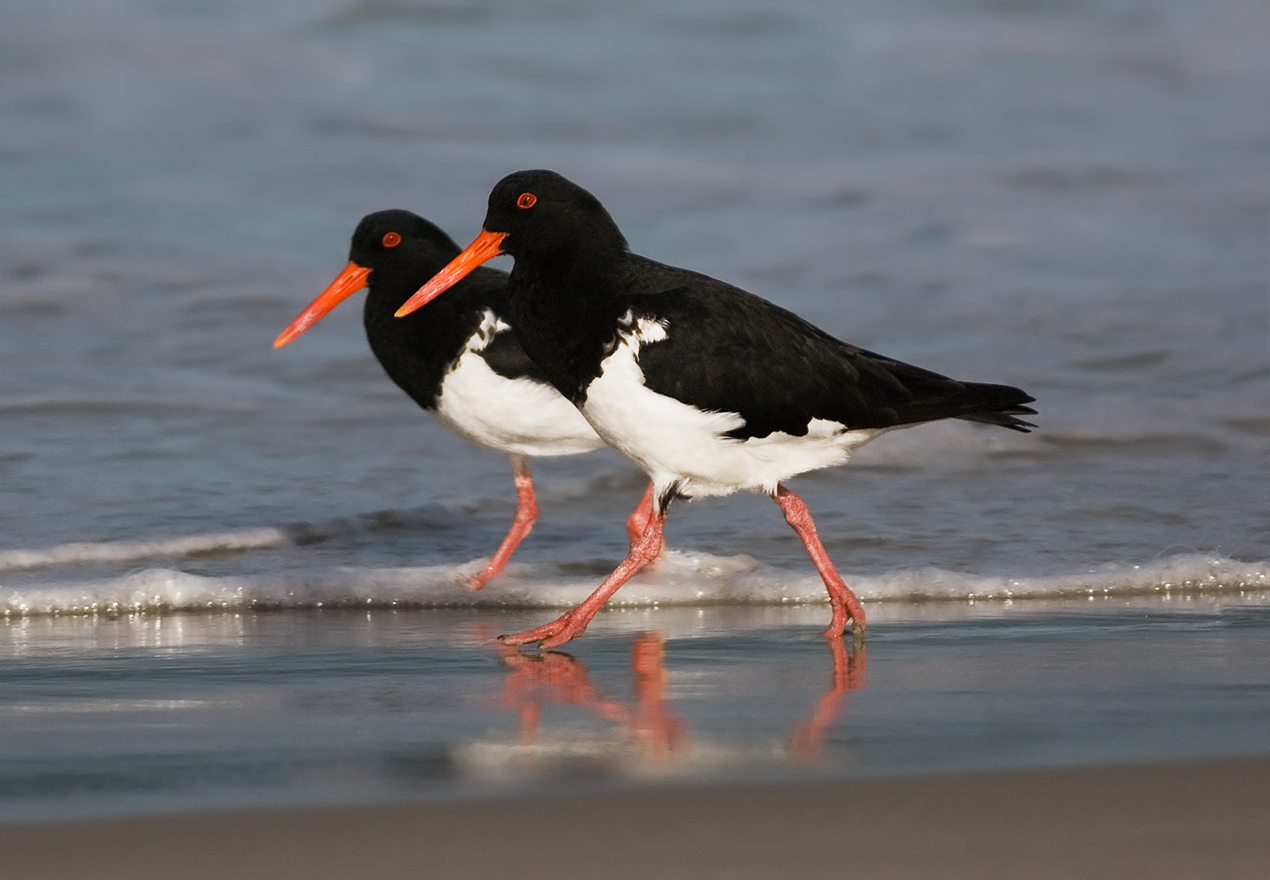
Australische Austernfischer

Der Australische Austernfischer ist an der gesamten Küstenlinie von Australien und Tasmanien anzutreffen. Außerdem lebt er an den Küsten des südlichen Neuguineas, auf den Aru-Inseln und den Kai-Inseln. Er bewohnt hauptsächlich sandige Küsten, Felsküsten und Watten. Der Weltbestand wird auf 11000 Vögel geschätzt, von denen etwa 10000 in Australien leben.

## Lebensweise
Die Art ernährt sich hauptsächlich von Herzmuscheln. Mit seinem kräftigen Schnabel ist er in der Lage, die Tiere aus dem Boden zu ziehen und die harten Schalen aufzuhämmern.
Außerhalb der Brutzeit ist er geselliger als innerhalb dieser, die Vögel schließen sich dann zu kleinen Gruppen zusammen.
Brutzeit ist jederzeit zwischen Juni und Januar. Das Nest ist eine flache, in den Boden gescharrte Mulde in offenem Gelände (Küsten, Lagunen, Ästuare). Es wird meist in der Nähe zur Küste und nur kurz oberhalb der Hochwasserlinie errichtet. Das Gelege besteht aus 2 Eiern. Die Brutzeit dauert 26 bis 29 Tage. Das monogame Pärchen verteidigt sein Brutrevier vor Eindringlingen. Meist wird über Jahre hinweg dasselbe Brutrevier genutzt. Wenn Gefahr droht, zeigen sie Ablenkungsverhalten oder greifen den Feind an. Nach 49 bis 56 Tagen sind die Jungvögel flugfähig.

## Gefährdung
Die Art wird in der Roten Liste der IUCN als „nicht gefährdet“ geführt. In New South Wales wird die Art als „gefährdet“ eingestuft.